# Guillaume de Lafont
Guillaume de Lafont (auch: La Font oder La Fonte) († zwischen 1276 und 1280 in Fréjus) war ein französischer römisch-katholischer Bischof von Fréjus.

## Leben
Guillaume de Lafont stammte aus Pelleautier bei Gap. Da man weiß, dass er Mönch war und die Familie Beziehungen zu den Kartausen Bertaud (bei La Roche-des-Arnauds) und Durbon (bei Saint-Julien-en-Beauchêne) hatte, darf angenommen werden, dass er Kartäuser war. 1267 wurde er Bischof von Fréjus. Er führte einen Prozess gegen die Templerkommende von Ruou (heute: Villecroze). Nach der Brandkatastrophe in der Kartause La Verne 1271 organisierte er finanzielle Hilfe. Er hielt regelmäßig Bistumssynoden ab, zuletzt am 20. Oktober 1276. Zu einem unbekannten Zeitpunkt zwischen 1276 und 1280 starb er an einem 19. März.